# 陳錦濤
陳 錦濤（ちん きんとう、1871年〈同治10年〉6月20日 – 1939年〈民国28年〉6月12日）は、清末民初の政治家・経済学者。字は瀾生、蘭蓀。孫文（孫中山）らの南方政府側に参与することが多く、旧広西派（旧桂系）や国民軍にも加わっている。後に中華民国維新政府にも参加した。

## 事績

### 清朝での経歴
1885年（光緒11年）、香港官弁中央書院（後に維多利亜書院（ビクトリア・カレッジ）を経て、皇仁書院（クイーンズ・カレッジ）に改称）に入学した。この際に、孫文（孫中山）や温宗尭と学友になった可能性がある。1890年（光緒16年）の卒業後は教員として天津北洋大学堂につとめる。1901年（光緒27年）、アメリカに留学し、コロンビア大学で理学修士号を、エール大学で哲学博士号を取得した。帰国後に清朝の廷試を受け、1906年10月29日（旧暦：光緒32年丙午9月5日丙午）、海外留学卒業生として法政科進士を授与された。
以後、主に財政部門の役職を歴任し、度支部予算司司長、統計局局長、幣制改良委員会会長、大清銀行副監督などを歴任した。1911年11月16日（旧暦：宣統3年辛亥9月26日庚寅）、袁世凱内閣で度支部副大臣に任じられたが、翌月（12月）7日（旧暦：10月17日辛亥）に早くも病で辞職した（後任は周自斉）。この辞職については、実は温宗尭の示唆によるものとされ、共に南下して孫文（孫中山）らの南方政府に合流している。

### 南北両政府での活動
1912年（民国元年）1月31日、南京の中華民国臨時政府において、陳錦濤は財政部総長に任命された。3月には許世英らと国民共進会を組織している。9月25日、北京政府で財政部審計処総弁に任じられた。翌1913年（民国2年）10月12日、財政部駐外財政員としてロンドンに駐在する。1916年（民国5年）6月、段祺瑞内閣で財政総長外交総長署理に特任され、更に塩務署督弁も兼ねた。しかし翌1917年（民国6年）4月、収賄罪により収監されてしまい、1918年（民国7年）5月に特赦された。
その後は広州護法軍政府（南方政府）に転じ、1920年（民国9年）4月、伍廷芳の後任として財政部長に任ぜられた。南方政府における陳錦濤は岑春煊・陸栄廷・温宗尭らの旧広西派（旧桂系）に与していたと見られる。しかし同年11月に旧広西派が敗北・失脚すると、陳も辞職して上海に隠居した。
1925年（民国14年）、馮玉祥を頼って陳錦濤は西北へ赴いた。陳は国民軍に加わり、察哈爾省で西北銀行総理となる。北京政変（首都革命）後の同年12月、段祺瑞の下で再び財政総長として起用され、塩務署督弁や関税特別会議全権代表を兼ねたが、翌1926年（民国15年）3月4日に早くも辞任した。同年、天津での中国無線電業公司の合弁に参加している。

### 国民政府での活動
1927年（民国16年）、陳錦濤は杭州に移ったが、中国共産党の排斥を受けてしまう。更に蔣介石派からは武漢国民政府への通謀を疑われ、褚輔成らと共に収監されてしまった。
1930年（民国19年）、陳錦濤はようやく釈放され、清華大学経済系教授兼財政部幣制研究委員会主席となる。1935年（民国24年）にも財政部幣制委員会主席をつとめている。また、全国経済委員会委員や国難会議会員としても招聘された。

### 中華民国維新政府での活動
温宗尭との関係性もあって、陳錦濤は華中での親日政権樹立工作に参与している。1938年（民国27年）3月28日、梁鴻志を首脳とする中華民国維新政府が創設されると、陳は財政部長に特任された。しかし、この頃の陳は体調が悪化しており、執務をこなすのが困難な状況であった。
翌1939年（民国28年）4月1日、陳錦濤は病状悪化によりついに休職に入り、財政部次長の厳家熾に部務代理を委ねた。翌月（5月）13日には、新設された華興商業銀行総裁を兼任することになったが、休暇後の就任という条件が付され、実際に執務はできずに終わる。
1939年（民国28年）6月12日、上海にて病没。享年69（満67歳）。